# Wanne (Ruhr)
Die Wanne ist ein 8,8 km langer, orografisch rechter Nebenfluss der Ruhr im nordrhein-westfälischen Arnsberg.

## Etymologie
Der Name leitet sich entweder vom althochdeutschen Wort wanda „Wirbelbewegung, Drehung“ ab oder vom mittelniederdeutschen wande „Kehre, Wende, Grenze“.

## Geographie
Der Bach entspringt im Arnsberger Wald, etwa 2,8 km nordwestlich von Arnsberg, auf einer Höhe von 357 m ü. NN. Von hier aus fließt sie, beginnend in nordöstlicher Richtung, in einem weiten Linksbogen und mündet dann in Niedereimer auf 173 m ü. NN in die Ruhr.
Auf ihrem 8,8 km langen Weg überwindet die Wanne einen Höhenunterschied von 184 m, was einem mittleren Sohlgefälle von 20,9 ‰ entspricht. Sie entwässert ein 11,249 km² großes Einzugsgebiet über Ruhr und Rhein zur Nordsee.

## Natur und Umwelt
Der Quellbereich und der Oberlauf der Wanne bis zur Ortslage Niedereimer liegen im 2289 ha großen Naturschutzgebiet "Breitenbruch-Neuhaus" und sind gleichzeitig auch als FFH-Gebiet ausgewiesen. Der Mittellauf liegt im Naturschutzgebiet Wannebach und der Unterlauf ist als Landschaftsschutzgebiet Typ C "Niedereimer" geschützt.

## Fauna
Eine Besonderheit der Wanne ist ihr mäanderreiche Lauf mit zahlreichen Uferabbrüchen. Am Bach sind Wasseramsel, Gebirgsstelze und Eisvogel als Brutvögel zu finden. Wegen der zahlreichen Uferabbrüche gibt es an der Wanne, bezogen auf ihre Lauflänge, die dichteste Besiedlung mit Eisvogel-Brutpaaren im ganzen Hochsauerland. Der Schwarzstorch, welcher in den angrenzenden Wäldern brütet, ist häufiger Nahrungsgast am Bach.